# Coriacos

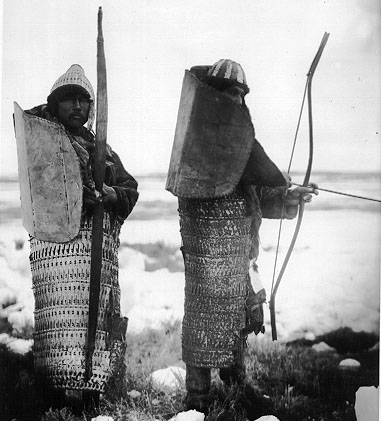
Expedição ao Pacífico Norte de Jesup, 1900–01. Coriacos vivendo nas zonas setentrionais próximo da baía de Penzhinsky vestindo armaduras lamelares

Os coriacos (ou koriakes) são um povo indígena do Krai de Kamchatka no Extremo Oriente Russo, que habitam as terras costeiras do Mar de Bering a sul da bacia do rio Anadyr e a região imediatamente a norte da Península de Kamchatka, estando o limite sul da região que habitam em Tigilsk. Estão relacionados com os chukchis, aos quais se assemelham em fisionomia e modo de vida. Estão também distantemente relacionados com os kamchadal (itelmens) da Península de Kamchatka.
Os vizinhos dos coriacos são os evens a oeste das terras coriacas, os alutores a sul do istmo da Península de Kamchatka, os kereques a este e os chukchis a nordeste.
Os coriacos são tipicamente divididos em dois grupos. O povo costeiro Nemelan que significa 'habitantes da aldeia' devido aos seus hábitos sedentários de pesca e os coriacos das terras interiores, pastores de rena chamados Chauchen que significa 'rico em renas' que são mais nómadas. 
A língua coriaca e a sua parente alutor, são linguisticamente muito próximas da língua chukchi. Fazem parte da família linguística chukotko-kamchatkana.
- Este artigo foi inicialmente traduzido, total ou parcialmente, do artigo da Wikipédia em inglês cujo título é «Koryaks», especificamente desta versão.